# Hammádidák
A Hammádida-dinasztia berber eredetű uralkodócsalád, a Zírida-dinasztia egy ága, amely a 11. század eleje és a 12. század közepe között uralkodott egy észak-afrikai területen, ami nagyjából a mai Algériának felel meg.
A Hammádidák fővárosa kezdetben Beni Hammád erődje volt (ma világörökségi helyszín), majd a Banú Hilál törzs támadásai miatt 1090-ben Bedzsajába tették át a székhelyüket. A dinasztiát a Banú Hilál törzsek támadásai gyengítették meg, miután Zírida rokonaik a 11. század közepén kikiáltották függetlenségüket a mai Kairóból uralkodó Fátimidáktól és azok fellázították az arab törzseket.
A Hammádidák még a Zírídák előtt fellázadtak a Fátimidák uralma ellen, visszautasították az iszmáiliták síita doktrínáját, visszatérve a szunnita iszlám málikita értelmezéséhez. A bagdadi Abbászida uralkodókat ismerték el a muszlimok kalifájának. A Hammádida uralomnak végül a magrebi Almohádok terjeszkedése adta meg a kegyelemdöfést.

## Hammádida uralkodók
| Uralkodó                 | Születési idő | Halálozási idő | Élethossz | Uralkodási idő       | Uralkodási évek | Megjegyzés |
| ------------------------ | ------------- | -------------- | --------- | -------------------- | --------------- | ---------- |
| Hammád                   | ?             | 1028           | ? év      | szultán: 1015 – 1028 | 13 év           |            |
| Al-Káid                  | ?             | 1054           | ? év      | szultán: 1028 – 1054 | 26 év           |            |
| Muhszin                  | ?             | 1055           | ? év      | szultán: 1054 – 1055 | 1 év            |            |
| Buluddzsin               | ?             | 1062           | ? év      | szultán: 1055 – 1062 | 7 év            |            |
| Al-Nászir                | ?             | 1088           | ? év      | szultán: 1062 – 1088 | 26 év           |            |
| Al-Manszúr               | ?             | 1104           | ? év      | szultán: 1088 – 1104 | 16 év           |            |
| Bádísz                   | ?             | 1104           | ? év      | szultán: 1104        | 1 év            |            |
| Al-Azíz                  | ?             | 1121           | ? év      | szultán: 1104 – 1121 | 17 év           |            |
| Jahiá                    | ?             | 1163           | ? év      | szultán: 1121 – 1152 | 31 év           |            |
| 1152-től marokkói uralom |               |                |           |                      |                 |            |